# Salar de Bonneville

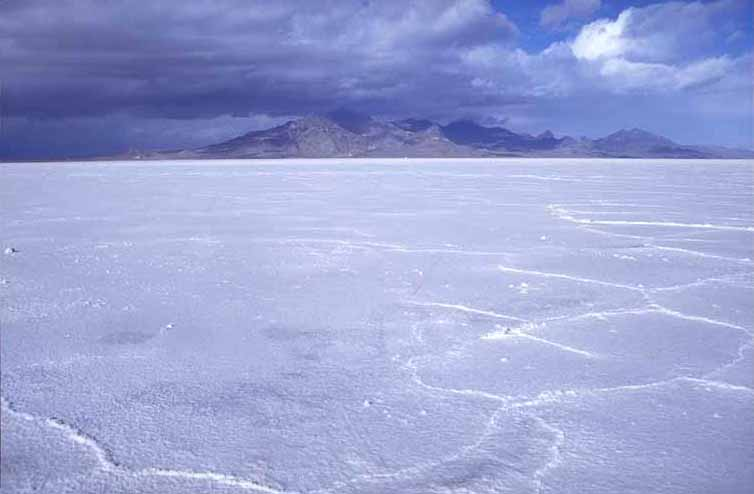
La salina de Bonneville durante el verano.

El Salar o Salina de Bonneville (Bonneville Salt Flats) es un desierto de sal de 260 km², ubicado en el municipio de Wendover en el estado de Utah en Estados Unidos. Este salar es un remanente del lago Bonneville que se encontraba allí durante el Pleistoceno y es el más grande de los diversos salares ubicados al oeste del Gran Lago Salado.
Debido a que la zona es muy plana, la misma se utiliza para carreras de velocidad donde automóviles y motocicletas han logrado varios récords mundiales. Las carreras más importantes que han sido localizadas aquí son la Bonneville Speed Week, el World of Speed, la World Finals, y el Bub Motorcycle Speed Trials. El área está abierta para uso del público.

## Historia

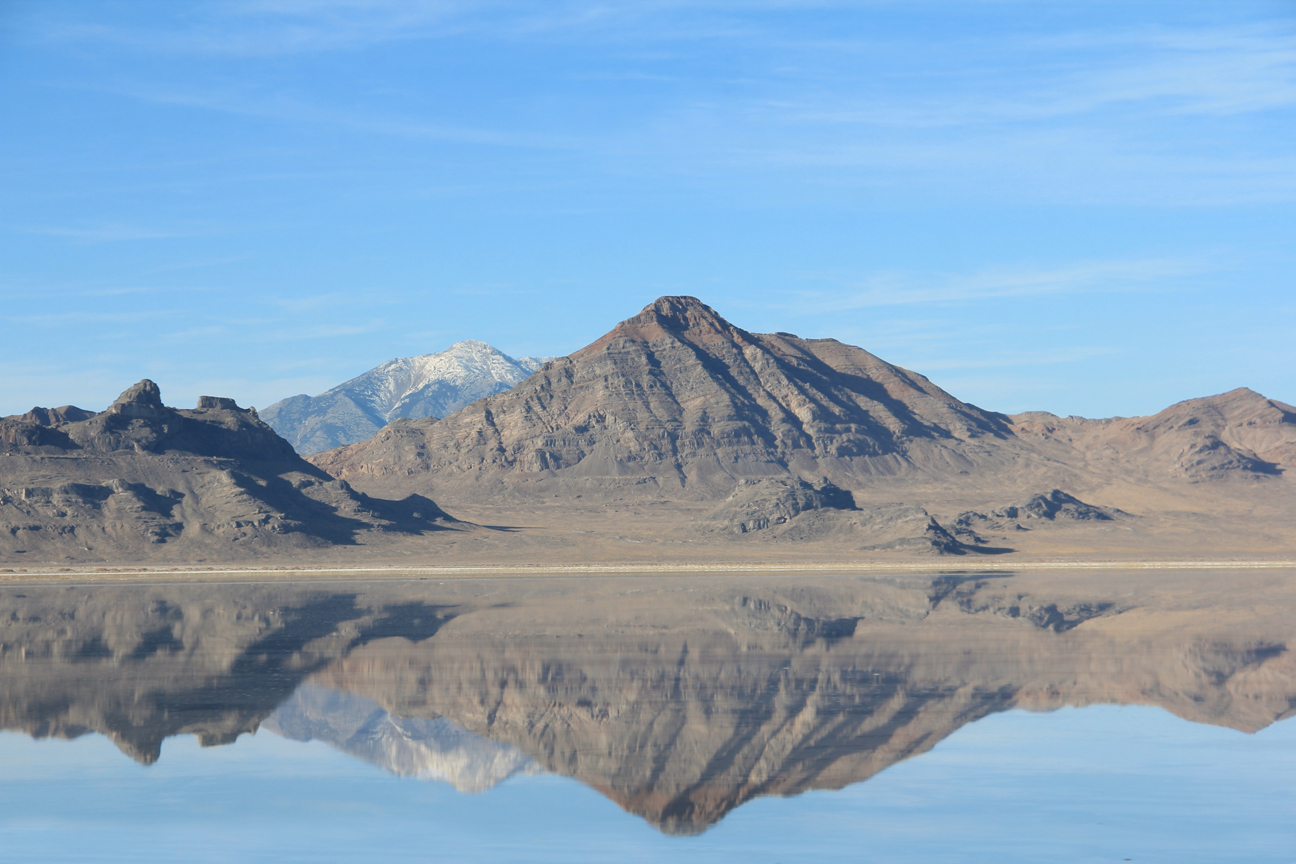
El Salar de Bonneville durante el invierno.

El geólogo Grove Karl Gilbert nombró el área en honor a Benjamin Bonneville que fue un oficial del ejército de los Estados Unidos que exploró la zona en 1830. En 1907 Bill Rishel y dos hombres de negocios locales examinaron el área para determinar si era posible manejar por encima del salar. Un ferrocarril fue construido en 1910, siendo la primera forma de transporte permanente en cruzar el salar. El primer récord de velocidad terrestre fue establecido allí por Teddy Tetzlaff en 1914.
Varias películas y series de televisión han filmado en el lugar, entre las que se cuentan: Knight Rider, Warlock, Independence Day, SLC Punk!, Cremaster 2, Ciclo Cremaster, The World's Fastest Indian, Gerry, El árbol de la vida, Top Gear, y Piratas del Caribe: en el fin del mundo. El automóvil Pontiac Bonneville, la motocicleta Triumph Bonneville, y la compañía Bonneville International fueron nombradas en referencia al salar.